# Carsosaurus
Carsosaurus je rod dávno vyhynulého dravého mořského plaza z čeledi Mosasauridae nebo Aigialosauridae. Žil v období počínající pozdní křídy (geologické stupně cenoman až turon, asi před 101 až 93 miliony let) na území dnešního Slovinska (nedaleko obce Komen). Formálně byl popsán roku 1893 na základě fosilií objevených ve vápencové jeskyni. Příbuzný druh Komensaurus carrollii, jehož fosilie byly objeveny ve stejných sedimentech, byl popsán roku 2007.

## Popis a význam
Carsosaurus byl velmi malým (asi jen 1,5 metru dlouhým) mosasaurem či aigialosaurem, patřícím mezi vývojově primitivní formy. Žil v mořích a byl dravý. V roce 2001 byla objevena fosilie dospělé samice se čtveřicí mláďat dosud umístěných v její břišní dutině.